# Schuhmachergildehaus (Quedlinburg)

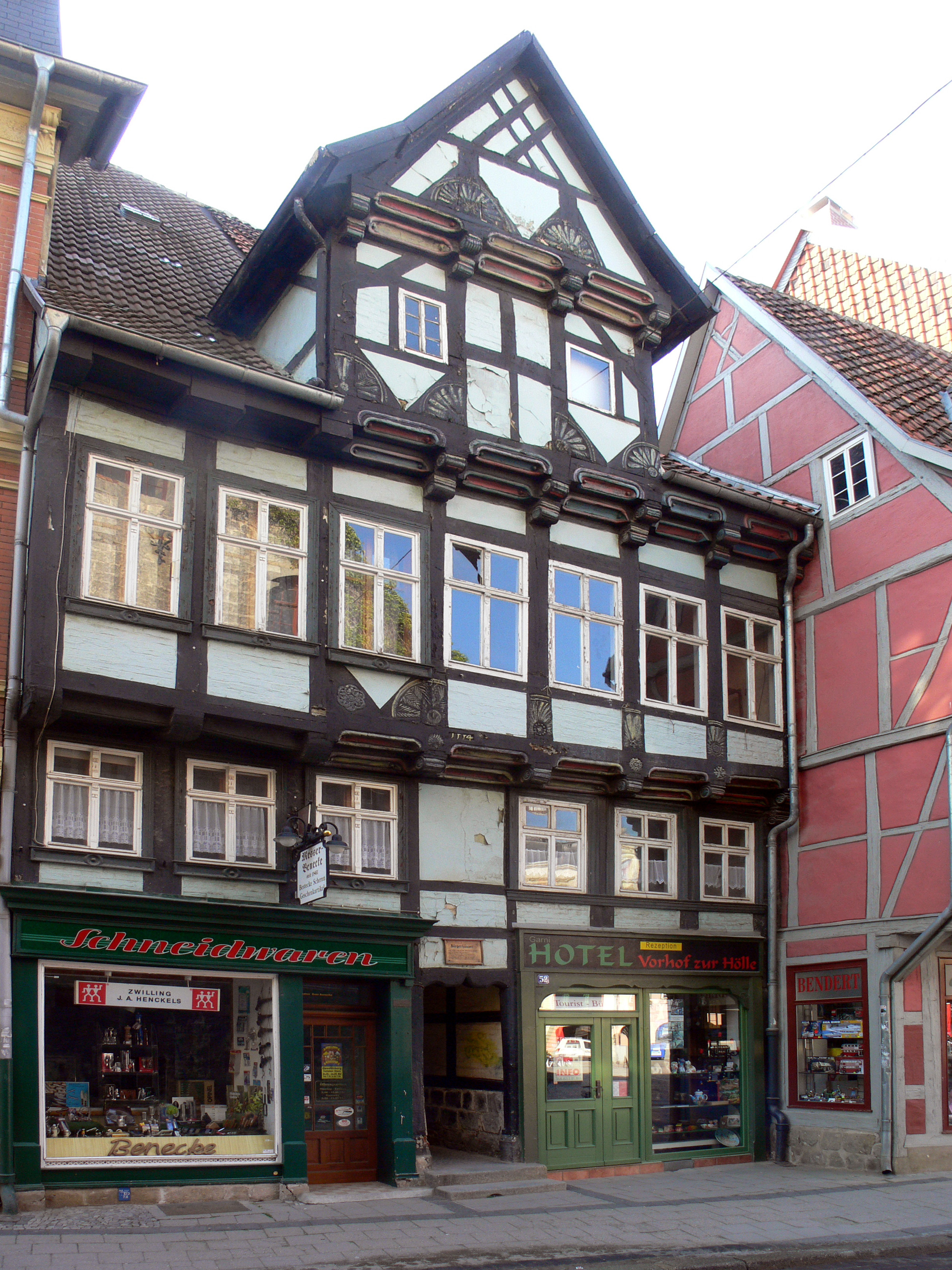
Schuhmachergildehaus

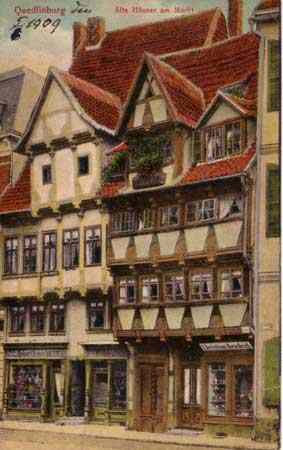
Haus (links) auf einer Postkarte von 1909

Das Schuhmachergildehaus ist ein denkmalgeschütztes Gebäude in der Stadt Quedlinburg in Sachsen-Anhalt.

## Lage
Das Gebäude befindet sich an der Adresse Breite Straße 51, 52 in der Nähe der Einmündung der Breiten Straße auf den Marktplatz der Stadt. Auf der gegenüberliegenden Straßenseite steht das Rathaus Quedlinburg. Südlich grenzt das ebenfalls denkmalgeschützte, etwas jüngere Haus Breite Straße 53 an. Der Hausteil 51 umfasst den nördlich, die Hausnummer 52 den südlichen Teil des Gebäudes. Es gehört zum UNESCO-Weltkulturerbe und ist im Quedlinburger Denkmalverzeichnis als Zunfthaus eingetragen.

## Architektur und Geschichte
Das zweistöckige Fachwerkhaus entstand im Jahr 1554, auf das auch eine Bauinschrift verweist. Andere Angaben nennen das Jahr 1553. Zum Bau des Hauses stellte der Rat 100 Gulden leihweise zur Verfügung. Das Gebäude diente der Quedlinburger Schuhmachergilde als Zunfthaus, dort fanden auch die Versammlungen der Gilde statt.
Das Gebäude weist Reste der für die Renaissance typischen Fachwerkverzierungen, wie Fächerrosetten, Zylinderbalkenköpfe und Schiffskehlen auf. Auffällig ist das weite Vorkragen des Obergeschosses und des Zwerchhauses. Im Zwischengeschoss befinden sich kleine Fenster, deren Größe und Zahl unverändert blieb, wobei jedoch ursprünglich eine Verglasung mit Butzenscheiben bestand.
Der Giebel des Zwerchhauses ist mit sich kreuzenden Streben versehen. In der Mitte des Zwerchhauses befand sich eine Ladeluke, die heute noch auf der Innenseite zu erkennen ist. Links befand sich ein heute nicht mehr vorhandenes Fenster.
Das Dach des Hauses wurde als Sparrendach errichtet, wobei Holznägel eingesetzt wurden. Teile des Dachstuhls stammen von einem Vorgängerbau, der sich vermutlich an gleicher Stelle befand und sind somit älter als das heutige Gebäude.
Markant am Gebäude ist der in der Gebäudemitte befindliche schmale Durchgang auf die Hofseite, dem Schuhhof. Dort befindet sich auf der Nordseite ein zweistöckiger Seitenflügel, der gleichfalls in Fachwerkbauweise errichtet wurde und zum Schuhhof gehört. Der Durchgang ist mit einem Eselsrückenprofil verziert.
Der Zugang zum Gildehaus befand sich direkt neben dem Durchgang zum Schuhhof. Der Sturz oberhalb des Eingangs war ebenfalls mit einem Eselsrückenprofil verziert. Neben den Eingängen befanden sich große Fenster, die teilweise über Fensterläden verfügten. Um auf die Schuhmacherzunft hinzuweisen, hingen vor dem Eingang Stiefel. An Markttagen befand sich hier auch eine Warenauslage. Vermutlich erfolgte die Auslage auf an der Hauswand befestigten ausklappbaren Tischen, wie sie im Schuhhof noch erhalten sind.

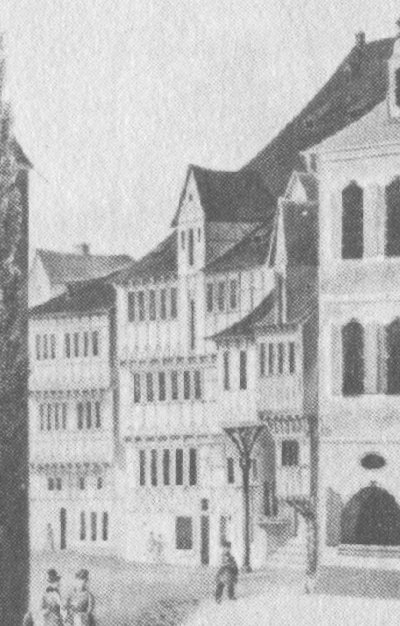
Zeichnung aus dem Jahr 1873, erkennbar der Erker mit Stelzfuß

Bemerkenswert war ein vor die nördliche Seite des Gebäudes vorgesetzter Erker, der auch auf mehreren älteren Zeichnungen und Gemälden abgebildet ist. Er war zwei Gefache breit und ruhte unter anderem auf einem eigenen Stelzfuß mit Kopfstreben. Dieser Stelzfuß war 1682 anstelle einer zuvor bestehenden Säule eingefügt worden. Der Erker dürfte damit bauzeitlichen Ursprungsgewesen sein, wurde dann später jedoch zurückgebaut.
Zum Markt hin befand sich im Obergeschoss ehemals der Versammlungsraum der Gildschaft. Die reiche Ausstattung dieses Raums ist in einigen Ansätzen auf der Seite des Hauses Nr. 52 noch erkennbar. Die Fenster des Geschosses waren ursprünglich als Kreuzstockfenster ausgeführt.
Es erfolgte eine Vielzahl von Umbauten. Das Gebäude wurde zu einem nicht überlieferten Zeitpunkt in zwei Wohn- und Geschäftseinheiten getrennt. So entstanden im Erdgeschoss große Schaufenster, getrennt für zwei Geschäfte. Zumindest 1889 bestand diese Trennung schon. In diesem Jahr wurde auf der rechten Seite für Bäckermeister Schröder eine Backstube mit Backofen eingerichtet. Es bestand eine zweiflügelige Eingangstür mit einem angrenzenden Fenster. 1896 wurde auf Bitte des Bürstenmachermeisters Goebel ein größeres Schaufenster mitsamt Eingangstür hergestellt. Hierbei wurde die alte Fachwerkkonstruktion entfernt. Es wurden Stahlträger seitlich und oberhalb der Fensteröffnungen eingefügt. Oberhalb wurden auf dieser Seite zugleich vier Fenster erneuert und die alten Brüstungsriegel entfernt. 1901 wurden im Erdgeschoss gusseiserne Säulen zur Umrahmung des Fensterbereichs eingesetzt. 
Etwa 20 Jahre später wurden die Säulen bereits wieder entfernt. Die Schaufenster wurden erweitert und der Bereich mit einer profilierten hölzernen Bohle gefasst.